# Nonoichi
Nonoichi (japanska: 野々市市?, Nonoichi-shi) är en stad i Ishikawa prefektur i Japan. Staden fick stadsrättigheter 2011.